# Llista de topònims de Perafort
Llista de topònims (noms propis de lloc) del municipi de Perafort, al Tarragonès
Informació actualitzada per un bot. Els canvis manuals es perdran quan s'actualitzi!

## edifici
| imatge | Nom                    | Ubicat a | instància de | Detalls                     | coordenades                                          | Protecció                                  | Commons (més fotos)    | Dades a WD                    |
| ------ | ---------------------- | -------- | ------------ | --------------------------- | ---------------------------------------------------- | ------------------------------------------ | ---------------------- | ----------------------------- |
|        | Cementiri de Perafort  | Perafort | edifici      | Estil: arquitectura popular | 41° 11′ 04″ N, 1° 15′ 09″ E / 41.1844°N,1.2524°E     | bé integrant del patrimoni cultural català | Cementiri de Perafort  | Modifica les dades a Wikidata |
|        | Cementiri de Puigdelfí | Perafort | edifici      | Estil: arquitectura popular | 41° 11′ 51″ N, 1° 14′ 14″ E / 41.197442°N,1.237255°E | bé integrant del patrimoni cultural català | Cementiri de Puigdelfí | Modifica les dades a Wikidata |
|        | Escoles de Perafort    | Perafort | edifici      | Estil: arquitectura popular | 41° 11′ 28″ N, 1° 15′ 21″ E / 41.191036°N,1.255897°E | bé integrant del patrimoni cultural català | Escoles de Perafort    | Modifica les dades a Wikidata |

## entitat singular de població
| imatge | Nom       | Ubicat a | instància de                                   | Detalls  | coordenades                                                                  | Protecció | Commons (més fotos) | Dades a WD                    |
| ------ | --------- | -------- | ---------------------------------------------- | -------- | ---------------------------------------------------------------------------- | --------- | ------------------- | ----------------------------- |
|        | Perafort  | Perafort | entitat singular de població capital municipal | 1106 hab | 41° 11′ 30″ N, 1° 15′ 20″ E / 41.19161°N,1.2555°E 121 msnm                   |           |                     | Modifica les dades a Wikidata |
|        | Puigdelfí | Perafort | entitat singular de població                   | 213 hab  | 41° 11′ 45″ N, 1° 14′ 15″ E / 41.1958791481444°N,1.23750657131479°E 106 msnm |           | Puigdelfí           | Modifica les dades a Wikidata |

## església
| imatge | Nom                        | Ubicat a | instància de | Detalls                         | coordenades                                          | Protecció                   | Commons (més fotos)        | Dades a WD                    |
| ------ | -------------------------- | -------- | ------------ | ------------------------------- | ---------------------------------------------------- | --------------------------- | -------------------------- | ----------------------------- |
|        | Sant Pere de Perafort      | Perafort | església     | Estil: arquitectura neoclàssica | 41° 11′ 27″ N, 1° 15′ 19″ E / 41.190968°N,1.255362°E | bé cultural d'interès local | Sant Pere de Perafort      | Modifica les dades a Wikidata |
|        | Sant Sebastià de Puigdelfí | Perafort | església     |                                 | 41° 11′ 42″ N, 1° 14′ 14″ E / 41.194901°N,1.237215°E | bé cultural d'interès local | Sant Sebastià de Puigdelfí | Modifica les dades a Wikidata |

## font
| imatge | Nom                                     | Ubicat a | instància de | Detalls                        | coordenades                                                                                              | Protecció                                  | Commons (més fotos) | Dades a WD                    |
| ------ | --------------------------------------- | -------- | ------------ | ------------------------------ | --- | ------------------------------------------ | ------------------- | ----------------------------- |
|        | Fonts públiques de Perafort i Puigdelfí | Perafort | font         | Estil: arquitectura modernista | 41° 11′ 39″ N, 1° 15′ 32″ E / 41.194166666667°N,1.2588888888889°E ca:Carrer Joan Fuster i Carrer del Mig | bé integrant del patrimoni cultural català |                     | Modifica les dades a Wikidata |
|        | font de la Rossa                        | Perafort | font         |                                | 41° 10′ 37″ N, 1° 14′ 38″ E / 41.177062636897°N,1.2439719609374°E                                        |                                            |                     | Modifica les dades a Wikidata |

## masia
| imatge | Nom             | Ubicat a | instància de | Detalls                     | coordenades                                                               | Protecció                                  | Commons (més fotos)     | Dades a WD                    |
| ------ | --------------- | -------- | ------------ | --------------------------- | ------------------------------------------------------------------------- | ------------------------------------------ | ----------------------- | ----------------------------- |
|        | Ca Vidal        | Perafort | masia        |                             | 41° 11′ 27″ N, 1° 15′ 19″ E / 41.1907076133038°N,1.25533861424596°E       |                                            |                         | Modifica les dades a Wikidata |
|        | Can Gasol       | Perafort | masia        |                             | 41° 11′ 42″ N, 1° 14′ 10″ E / 41.1948997822767°N,1.23607598985047°E       |                                            |                         | Modifica les dades a Wikidata |
|        | Can Pallarades  | Perafort | masia        |                             | 41° 11′ 41″ N, 1° 14′ 10″ E / 41.1947037105906°N,1.23621242758897°E       |                                            |                         | Modifica les dades a Wikidata |
|        | Mas Blanquet    | Perafort | masia        | Estil: arquitectura popular | 41° 10′ 26″ N, 1° 14′ 12″ E / 41.174011111111°N,1.2366388888889°E 56 msnm | bé integrant del patrimoni cultural català | Mas Blanquet (Perafort) | Modifica les dades a Wikidata |
|        | Mas de Jurat    | Perafort | masia        |                             | 41° 10′ 16″ N, 1° 14′ 45″ E / 41.171°N,1.24584°E                          |                                            |                         | Modifica les dades a Wikidata |
|        | Mas de Magrinyà | Perafort | masia        |                             | 41° 11′ 32″ N, 1° 10′ 49″ E / 41.19224167°N,1.18040833°E                  |                                            |                         | Modifica les dades a Wikidata |
|        | Mas de Pallarès | Perafort | masia        |                             | 41° 11′ 55″ N, 1° 15′ 24″ E / 41.1985735344077°N,1.2566919333934°E        |                                            |                         | Modifica les dades a Wikidata |
|        | Mas del Sec     | Perafort | masia        |                             | 41° 12′ 05″ N, 1° 14′ 47″ E / 41.2013978903898°N,1.24634865825701°E       |                                            |                         | Modifica les dades a Wikidata |
|        | Mas dels Quarts | Perafort | masia        |                             | 41° 12′ 01″ N, 1° 14′ 40″ E / 41.20034222°N,1.24433889°E                  |                                            | Mas dels Quarts         | Modifica les dades a Wikidata |
|        | la Barquera     | Perafort | masia        |                             | 41° 11′ 05″ N, 1° 15′ 02″ E / 41.1845905024302°N,1.25051722868333°E       |                                            |                         | Modifica les dades a Wikidata |
|        | la Casella      | Perafort | masia        |                             | 41° 11′ 41″ N, 1° 14′ 37″ E / 41.1946103318746°N,1.2436559973549°E        |                                            |                         | Modifica les dades a Wikidata |
|        | les Vinyes      | Perafort | masia        |                             | 41° 11′ 23″ N, 1° 14′ 46″ E / 41.189704048418°N,1.2460188793298°E         |                                            |                         | Modifica les dades a Wikidata |

## pont
| imatge | Nom             | Ubicat a | instància de | Detalls | coordenades                                                         | Protecció | Commons (més fotos) | Dades a WD                    |
| ------ | --------------- | -------- | ------------ | ------- | ------------------------------------------------------------------- | --------- | ------------------- | ----------------------------- |
|        | Pont de Manent  | Perafort | pont         |         | 41° 11′ 39″ N, 1° 15′ 28″ E / 41.1942848958844°N,1.25780742796055°E |           |                     | Modifica les dades a Wikidata |
|        | Pont del Codony | Perafort | pont         |         | 41° 10′ 40″ N, 1° 14′ 25″ E / 41.1776885365202°N,1.24031713639286°E |           |                     | Modifica les dades a Wikidata |
|        | Pont del Prat   | Perafort | pont         |         | 41° 11′ 43″ N, 1° 15′ 07″ E / 41.1954017809688°N,1.2518630378606°E  |           |                     | Modifica les dades a Wikidata |

## Misc
| imatge | Nom                           | Ubicat a                             | instància de               | Detalls                                               | coordenades                                                                                               | Protecció                                            | Commons (més fotos)            | Dades a WD                    |
| ------ | ----------------------------- | ------------------------------------ | -------------------------- | ----------------------------------------------------- | --- | ---------------------------------------------------- | ------------------------------ | ----------------------------- |
|        | Abadia del Codony             | Perafort                             | monestir                   | Estil: arquitectura popular                           | 41° 10′ 31″ N, 1° 14′ 10″ E / 41.175304°N,1.23600541°E                                                    | bé integrant del patrimoni cultural català           | Abadia del Codony              | Modifica les dades a Wikidata |
|        | Carrer Nou                    | Perafort                             | carrer                     |                                                       | 41° 11′ 22″ N, 1° 15′ 18″ E / 41.189442°N,1.254999°E ca:Carrer Nou                                        |                                                      | Carrer Nou (Perafort)          | Modifica les dades a Wikidata |
|        | Castell de Puigdelfí          | Perafort                             | castell                    |                                                       | 41° 11′ 42″ N, 1° 14′ 09″ E / 41.194874°N,1.235865°E ca:Carrer del Castell 112 msnm                       | bé d'interès cultural bé cultural d'interès nacional | Castell de Puigdelfí           | Modifica les dades a Wikidata |
|        | Francolí                      | Conca de Barberà Alt Camp Tarragonès | curs d'aigua               | Desemboca: mar Mediterrània Llarg: 60km Conca: 838km² | 41° 23′ 56″ N, 1° 03′ 08″ E / 41.398944°N,1.052333°E 41° 06′ 24″ N, 1° 13′ 39″ E / 41.106639°N,1.227446°E |                                                      | Francolí River                 | Modifica les dades a Wikidata |
|        | Molí de Puigdelfí             | Perafort                             | molí d'aigua               | Estil: arquitectura popular                           | 41° 11′ 43″ N, 1° 14′ 06″ E / 41.195148°N,1.234988°E                                                      | bé integrant del patrimoni cultural català           | Molí de Puigdelfí              | Modifica les dades a Wikidata |
|        | Polígon industrial Perafort   | Perafort                             | polígon industrial         |                                                       | 41° 10′ 55″ N, 1° 14′ 42″ E / 41.1818857169962°N,1.24502143698746°E                                       |                                                      |                                | Modifica les dades a Wikidata |
|        | Sepulcres Romans              | Perafort                             | despoblat edifici històric |                                                       | 41° 11′ 12″ N, 1° 15′ 17″ E / 41.186679473537°N,1.25462286034665°E ca:Final del carrer Nou                |                                                      |                                | Modifica les dades a Wikidata |
|        | Vila Closa de Puigdelfí       | Perafort                             | centre històric            | Estil: arquitectura popular                           | 41° 11′ 41″ N, 1° 14′ 11″ E / 41.1946°N,1.23642°E                                                         | bé integrant del patrimoni cultural català           | Vila Closa de Puigdelfí        | Modifica les dades a Wikidata |
|        | casa consistorial de Perafort | Perafort                             | casa consistorial          |                                                       | 41° 11′ 25″ N, 1° 15′ 19″ E / 41.190268°N,1.255186°E                                                      |                                                      |                                | Modifica les dades a Wikidata |
|        | el Túnel                      | Perafort                             | túnel                      |                                                       | 41° 11′ 39″ N, 1° 14′ 10″ E / 41.1941995057935°N,1.23622596549142°E                                       |                                                      |                                | Modifica les dades a Wikidata |
|        | plaça de l'Església           | Perafort                             | plaça                      | Estil: arquitectura popular                           | 41° 11′ 28″ N, 1° 15′ 19″ E / 41.19098°N,1.25535°E                                                        | bé integrant del patrimoni cultural català           | Plaça de l'Església (Perafort) | Modifica les dades a Wikidata |